# ソン・デグァン
ソン・デグァン（송대관、宋大寛、Song Dae Kwan、1946年6月2日 - 2025年2月7日）は、大韓民国の歌手、大韓歌手協会理事長。

## 来歴
1967年にデビュー。1975年に自身が作詞した「陽が昇る日（해뜰날）」が大ヒットしMBC10大歌手歌謡祭で大賞を受賞する。
しかし、その後経済的困難を迎え1980年にアメリカへ移住1988年に帰国した。
1989年に「情ゆえに（정 때문에）」がラジオチャートで3ヶ月間1位を守り続け20万枚のヒットを記録する。このヒットを皮切りにトップ歌手へ駆け上がり90年代にはヒットを連発。中でも1998年発表の「四拍子（네박자）」は世代を問わず大ヒットした。この頃からヒョンチョル、テ・ジナ、ソル・ウンドとトロット四天王を構築。その中でもアメリカ生活時代に苦楽を共にしたテ・ジナとは強力なライバル関係を構築し合同コンサートを毎年開催している。
2003年には妻が作詞した「流行歌（유행가）」がヒット。2008年から2010年までは、南珍に代わり大韓歌手協会会長に就任した。近年でもコヨーテのシンジとデュエット曲を発表するなど精力的に活動している。
2025年2月7日の朝、ソウル大学校病院で心臓発作により死去した。78歳没。

## ディスコグラフィー

### アルバム
- 1集「人情の多いおじさん（인정많은 아저씨）」（1967年）
- 2集「歳月が薬でしょう（세월이 약이겠지요）」（1973年）
- 3集「陽が昇る日（해뜰날）」（1975年）
- 4集「姿が（모습이）」（1976年）
- 5集「お願い（부탁）」（1976年）
- 6集「孝行（효심）」（1977年）
- 7集「私（나）」（1977年）
- 8集「明洞旅人（명동 나그네）」（1978年）
- 9集「あなたが行くなら（당신이 가신다면）」（1978年）
- 10集「君はどこに（너는 어디에）」（1979年）
- 11集「妻のように（아내와 같이）」（1980年）
- 12集「情ゆえに（정 때문에）」（1989年）
  - 「私たちのスンイ（우리 순이）」
- 13集「君が何だ（네가 뭔데）」
- 14集「切符一枚（차표 한장）」（1992年）
- 15集「大声ぱんぱんと（큰소리 뻥뻥）」（1993年）

## 各種活動

### 芸能関係
- 2008年 - 大韓歌手協会理事長

### 官公庁関係
- 2001年 - 法務部 犯罪予防委員会 芸能人委員
- 2006年 - 仁川空港出入国広報大使
- 2007年 - 国家報勲処 愛国広報大使